# Cerco de Turim (1640)
O Cerco de Turim de 1640 foi um confronto militar que resultou do entrecruzar dos vários interesses em jogo em dois conflitos distintos: a Guerra Franco-Espanhola (1635 - 1659) e a Guerra Civil Piemontesa, tendo ambos acabado por se tornar parte integrante da Guerra dos Trinta Anos. A situação começou ainda em 1639, quando os partidários de Tomás de Saboia, Príncipe de Carignan tomaram a cidade de Turim. Não foram contudo capazes de desalojar a Regente do Ducado de Saboia, Cristina Maria de França, viúva do Vítor Amadeu I de Saboia, da cidadela. Apesar da hostilidade da cidadela, as forças ocupantes conseguiram manter a cidade graças à construção de barricadas.
A 10 de Maio de 1640,] um exército francês chega para salvar a Princesa Cristina, liderado por Henrique de Lorena, conde de Harcourt e Henri de La Tour d'Auvergne, Visconde de Turenne. As forças francesas não conseguem desalojar os piemonteses do Príncipe de Carignan da cidade e estabelecem o cerco, construindo as habituais linhas de circunvalação. Após os preparativos do cerco, a actividade militar recomeça a 22 de Maio pelos atacantes franceses.
A 22 de Maio de 1640, um exército espanhol vindo do Ducado de Milão chega a Turim comandado por Diego Felípez de Guzmán, Marquês de Leganés, governador do Ducado de Milão. Apesar de pressionado pelo Príncipe Tomás de Saboia, o comandante espanhol não arriscou um assalto às linhas francesas e preferiu entrincheirar também o seu exército em torno do de Harcourt e Turenne. Embora o exército espanhol não fosse suficiente para cerca de facto as forças francesas, assistiu-se em Turim ao estabelecer de uma situação caricata e de difícil resolução: um cerco com quatro exércitos circunscrevendo-se uns aos outros.
A situação arrastou-se durante meses, mas chegou a um término com a capitulação do Príncipe de Carignan e do exército espanhol a 20 de Setembro de 1640. Fulcral para a vitória francesa foi o facto de Harcourt e Turenne conseguirem cerca efectivamente as forças de Tomás de Savoia, impedindo o reabastecimento da cidade; enquanto que Diego de Guzmán não possuía as forças necessárias para cercar completamente o exército francês. Henrique de Lorena ofereceu uma rendição honrosa ao Príncipe Tomás, facto que desagradou imensamente ao Cardeal de Richelieu e cujo enviado a Turim - Mazarino, que em breve lhe sucederia -, chegou demasiado tarde para impedir.